# مزعلة
مزعلة هي قرية تتبع منطقة حائل في المملكة العربية السعودية وتبعد عن مدينة حائل 180 كيلو متر تتبع محافظة السليمي وتبعد عن السليمي 9كم جنوبا، عدد سكانها 250 شخص .تأسست على يد عويش بن حنيشل الزبني الملقب أخو نفلا، حوالي عام 1370تقريبا، واسمها سابقا مغيضه، حتى عام 1398هجري، وتغير الاسم إلى مزعلة لوجود حي يُسمى مغيضه شرق برزان، وبها من المرافق الحكومية مدرسة بنين تأسست عام 1396، وكذلك مدرسة بنات، ومرافق أُخرى. بالإضافة إلى الخدمات الحكومية من سفلتة وإنارة، وشبكة مياه، وخدمات بلدية كالملاعب الرياضية والترفيهية.

## السكان
عدد سكانها: 1000 نسمة.

## خصائصها
المنشآت الحكومية: إمارة - مدرسة بنات ابتدائية - مدرسه بنين ابتدائية
أما أغلب الطلاب في المرحلة المتوسطة والثانوية فيتوجهون إلى مدينتي السليمي أو الغزالة.